# فيليكس نميشا
فيليكس نميشا (مواليد 10 أكتوبر 2000) هو لاعب كرة قدم ألمانييلعب في مركز الوسط مع نادي بوروسيا دورتموند.